# ¿Por qué te tengo que olvidar?
"¿Por qué te tengo que olvidar?" es una balada escrita por Luis Ángel, coescrita por Edwin Apolinaris y Tommy Villarini, producida por Rudy Pérez, coproducida por Ricardo Eddy Martínez e interpretada por el cantautor puertorriqueño-estadounidense José Feliciano. La canción fue lanzada como sencillo principal del álbum de estudio Niña (1990). La canción se convirtió en el primer sencillo número uno de Feliciano en el Billboard Top Latin Songs.   El álbum original, dedicado a su hijo recién nacido,  se convirtió en un éxito comercial, alcanzando el número tres en la lista Billboard Latin Pop Albums en los Estados Unidos.  Feliciano grabó la canción luego de finalizar un período en el que se mantuvo alejado de los escenarios para dedicarse a su familia y cumplir su sueño de conducir un programa de radio.  El cantante recibió un premio Grammy a la Mejor Interpretación de Pop Latino por la canción en la 33.ª edición anual de los Premios Grammy el 20 de febrero de 1991,  su sexto premio Grammy en total. 
La canción debutó en la lista Billboard Top Latin Songs (anteriormente Hot Latin Tracks) en el número 23 en la semana del 21 de julio de 1990, subiendo al top ten cuatro semanas después,   alcanzando el número uno el 15 de septiembre de 1990, manteniendo esta posición durante dos semanas,  reemplazando a "Tengo Todo Excepto a Tí" del cantante mexicano Luis Miguel, y siendo sucedido en la cima por "Amnesia" de José José.  En el año 2000 se lanzó un homenaje a la obra de José Feliciano, titulado Guitarra Mia, con la participación de varios intérpretes entre ellos Marc Anthony, Son by Four, Gilberto Santa Rosa, Gisselle, Lucecita Benítez, Nydia Caro, Danny Rivera, Manny Manuel, Prodigio y Ednita Nazario. Este álbum incluye una versión de "¿Por Qué Te Tengo Que Olvidar?" interpretada por Millie Corretjer.  También han grabado el tema Grupo Atrapado, Germán Montero, Vinicio Quezada, Johnny Ray, Los del Maranaho, Eddie Santiago y Sergio Vargas.
Su vídeo musical fue dirigido por Ángel García y recibió una nominación a Mejor Director de vídeo en el ámbito latino en los Billboard Music Video Awards de 1990. Fue nominado en la categoría de Mejor Video de un Artista Masculino en el ámbito latino. 